# Tom Bladon
Thomas George „Tom“ Bladon (* 29. Dezember 1952 in Edmonton, Alberta) ist ein ehemaliger kanadischer Eishockeyspieler, der im Verlauf seiner aktiven Karriere zwischen 1970 und 1981 unter anderem 696 Spiele für die Philadelphia Flyers, Pittsburgh Penguins, Edmonton Oilers, Winnipeg Jets und Detroit Red Wings in der National Hockey League auf der Position des Verteidigers bestritten hat. Mit den Philadelphia Flyers gewann Bladon in den Jahren 1974 und 1975 als Teil der sogenannten „Broad Street Bullies“ zweimal in Folge den Stanley Cup. Darüber hinaus ist er Inhaber zweier gültiger NHL-Rekorde.

## Karriere
Bladon verbrachte zwischen 1970 und 1972 eine überaus erfolgreiche Juniorenzeit bei den Edmonton Oil Kings in der Western Canada Hockey League. Mit der Mannschaft gewann der Verteidiger in beiden Jahren seiner Zugehörigkeit zum Team die Meisterschaft der WCHL in Form des President’s Cups. Die Mannschaft qualifizierte sich dadurch zweimal für den Memorial Cup, konnte den Pokal aber nicht gewinnen. Bladon nahm lediglich im Jahr 1972 persönlich am Turnier teil. In der Folge wurde er im NHL Amateur Draft 1972 in der zweiten Runde an 23. Stelle von den Philadelphia Flyers aus der National Hockey League ausgewählt.
Der 19-Jährige wechselte daraufhin zur Saison 1972/73 umgehend in den Profibereich und erhielt gleich einen Stammplatz im Kader Philadelphia Flyers. Mit 42 Scorerpunkten absolvierte der Abwehrspieler eine erfolgreiche Rookiesaison. Die Stanley-Cup-Playoffs 1974 und 1975 schloss er als Teil der sogenannten „Broad Street Bullies“, die für ihre körperbetonte Spielweise bekannt waren, mit dem Gewinn des Stanley Cups ab. Auch in der Folge der beiden Stanley-Cup-Triumphe blieb Bladon Teil des Teams. Dabei nahm er in den Jahren 1977 und 1978 jeweils am NHL All-Star Game teil. Des Weiteren stellte der Kanadier im Trikot der Flyers zwei gültige NHL-Rekorde auf. Im Dezember 1977 erzielte er in einer Partie gegen die Cleveland Barons acht Scorerpunkte, womit er den etwa vier Jahre zuvor von Bobby Orr aufgestellten Rekord mit sieben Punkten eines Verteidigers in einem Spiel überbot. Den Rekord teilt sich Bladon seit dem März 1986 mit Paul Coffey. Er ist damit nur einer von zwölf Spielern, die bei insgesamt 14 Anlässen, acht oder mehr Punkte erzielten. Dazu ist er alleiniger Rekordhalter mit einem Wert von +10 in der Plus/Minus-Wertung für eine Partie, den er im selben Spiel aufstellte.
Nach insgesamt sechs Spielzeiten bei den Flyers wurde der Defensivspieler im Juni 1978 gemeinsam mit Ross Lonsberry und Orest Kindrachuk im Tausch für ein Erstrunden-Wahlrecht im NHL Amateur Draft 1978 an die Pittsburgh Penguins abgegeben. Dort absolvierte er zwei Spieljahre ohne an die Leistungen der Vorjahre anzuknüpfen. Nach einer enttäuschenden Saison 1979/80 sahen die Penguins von einer weiteren Verpflichtung ab und ließen den Vertrag am Saisonende auslaufen, woraufhin Bladon als Free Agent einen Vertrag bei den Edmonton Oilers aus seiner Geburtsstadt unterschrieb. Für die Oilers bestritt er jedoch im Oktober 1980 nur ein Spiel, ebenso im Dezember 1980 neun weitere für die Winnipeg Jets. Im Januar 1981 wurde er dann von den Detroit Red Wings verpflichtet, die ihn mit der Ausnahme von zwei Spielen am Saisonende im März 1981, bei ihrem Farmteam, den Adirondack Red Wings aus der American Hockey League, einsetzten. Mit Adirondack gewann 29-Jährige zum Abschluss seiner aktiven Karriere den Calder Cup.

## Erfolge und Auszeichnungen
| - 1971 President’s-Cup-Gewinn mit den Edmonton Oil Kings - 1972 President’s-Cup-Gewinn mit den Edmonton Oil Kings - 1972 WCHL Second All-Star Team - 1974 Stanley-Cup-Gewinn mit den Philadelphia Flyers | - 1975 Stanley-Cup-Gewinn mit den Philadelphia Flyers - 1977 Teilnahme am NHL All-Star Game - 1978 Teilnahme am NHL All-Star Game - 1981 Calder-Cup-Gewinn mit den Adirondack Red Wings |

### Moderne NHL-Rekorde1
- Meiste Scorerpunkte eines Verteidigers in einem Spiel (8; 11. Dezember 1977; gemeinsam mit Paul Coffey)
- Beste Plus/Minus-Wertung eines Spielers in einem Spiel (+10; 11. Dezember 1977)

1 Moderne NHL-Rekorde werden seit 1944 aufgestellt, als die rote Mittellinie eingeführt wurde

## Karrierestatistik
(Legende zur Spielerstatistik: Sp oder GP = absolvierte Spiele; T oder G = erzielte Tore; V oder A = erzielte Assists; Pkt oder Pts = erzielte Scorerpunkte; SM oder PIM = erhaltene Strafminuten; +/− = Plus/Minus-Bilanz; PP = erzielte Überzahltore; SH = erzielte Unterzahltore; GW = erzielte Siegtore; 1 Play-downs/Relegation; Kursiv: Statistik nicht vollständig)